# Omar Razzaz
Omar Razzaz (Al-Salt, 1 de janeiro de 1961) é um político jordaniano. Foi primeiro-ministro da Jordânia entre 2018 e 2020, designado para formar um novo governo em 5 de junho de 2018, depois que seu antecessor renunciou como resultado de protestos generalizados contra medidas de austeridade apoiadas pelo FMI no país.

## Historia
Nascido em Al-Salt, filho de pais imigrantes sírios, Razzaz começou seus estudos em Amã, depois continuando seus estudos no exterior. Foi diretor de várias instituições nacionais e internacionais. Foi Ministro da Educação no governo de Hani Al-Mulki desde 4 de janeiro de 2017, antes de sua designação como Primeiro Ministro.

## Educação
Razzaz foi matriculado na faculdade de engenharia da AUB de 1979 a 1981 e possui mestrado em urbanismo pelo Instituto de Tecnologia de Massachusetts (MIT). É PhD pela Universidade de Harvard em Planejamento, com especialização em Economia. Concluiu o pós-doutorado na Harvard Law School.

## Carreira
Razzaz foi diretor do Banco Mundial no Líbano entre 2002 e 2006. Foi diretor da Corporação de Seguridade Social da Jordânia entre 2006 e 2010. Também atuou como diretor do Fórum de Estratégia da Jordânia e do Banco Ahli da Jordânia.

### Ministro da educação
Em 2017, ele ingressou no governo de Hani Mulki como Ministro da Educação. Seu mandato buscou reformas no sistema educacional da Jordânia.

### Primeiro ministro
Razzaz nomeou um novo gabinete que incluía 16 ministros de 28 do governo anterior, o que foi criticado pelo público, pois era prevista uma revisão completa do gabinete. No entanto, ele incluiu sete mulheres como ministras, a maior representação feminina na história dos governos do país. Razzaz enfrenta uma difícil tarefa de buscar o equilibrio entre credores internacionais e um público enfurecido. A relação dívida/PIB da Jordânia é de 96%, e uma taxa de desemprego de 18,4%, a mais alta em 25 anos. Os problemas econômicos da Jordânia foram causados pela turbulência que se espalhou pela Primavera Árabe, quando eclodiu em 2010. Figuras sindicais, que lideram os protestos públicos, ameaçaram retornar às ruas se Razzaz não cumprisse a promessa de uma abordagem mais inclusiva. Razzaz tentou diminuir as expectativas durante reuniões com legisladores e representantes sindicais. "Não existe um bastão mágico. Não existe analgésico. Este é um longo caminho, um caminho difícil. Mas, se Deus quiser, o objetivo é claro e a liderança está unida às pessoas para alcançá-lo". Em sua primeira reunião de gabinete, Razzaz retirou a conta do imposto de renda do Parlamento e prometeu discutir profundamente o projeto. O projeto foi a faísca dos protestos que levaram à deposição de seu antecessor. Em 9 de julho de 2018, Razzaz entregou sua primeira declaração de política à Câmara dos Deputados.

## Vida pessoal
O pai de Omar, Munif Razzaz, era membro do Partido Socialista Árabe da Jordânia, Ba'ath. Na década de 1950, os ba'athists jordanianos eram críticos do rei Hussein. Por causa de suas atividades antimonarquia, Munif foi preso várias vezes na década de 1950. Mais tarde, ele se mudou para o Iraque em 1977 e se tornou um dos principais membros dos Ba'ath iraquianos. Munif estava entre dezenas de dissidentes acusados de conspirar contra o então novo presidente iraquiano Saddam Hussein no Purga do Partido Ba'ath de 1979. O rei Hussein havia defendido a libertação de Munif para que ele pudesse retornar com segurança à Jordânia, mas o presidente Saddam Hussein recusou-se veementemente. Munif morreu em 1984 durante sua prisão domiciliar em Bagdá, sua família afirma que ele foi assassinado pelos Ba'ath iraquianos depois que seu medicamento para hipertensão foi substituído por veneno.